# Gábor Boczkó

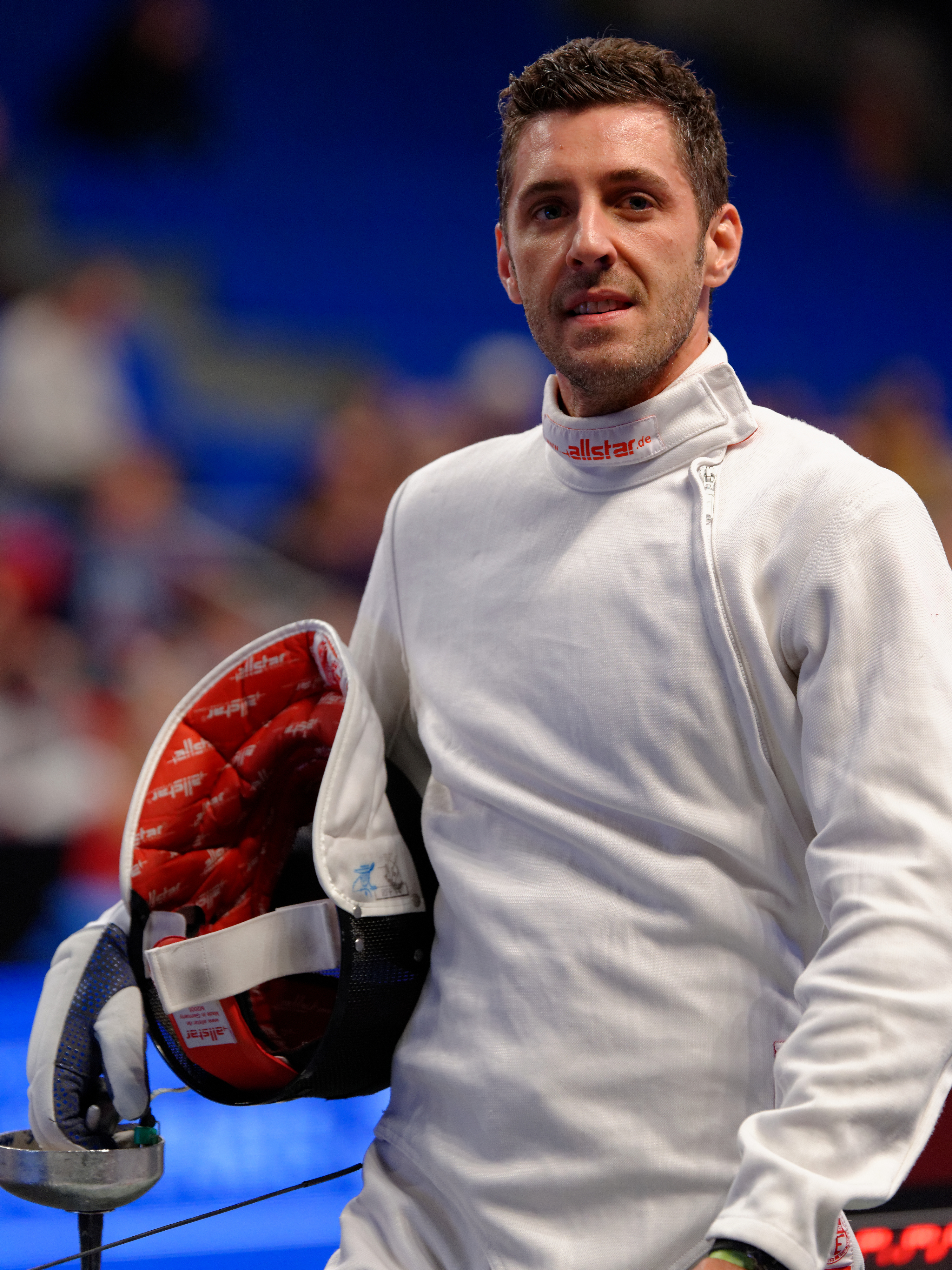
Challenge RFF-Trophée Monal 2014

Gábor Gyula Boczkó (* 1. April 1977 in Tapolca) ist ein ungarischer Degenfechter.
Boczkó gewann im Degen-Mannschaftswettbewerb bei den Olympischen Sommerspielen 2004 gemeinsam mit seinen Mannschaftskollegen Krisztián Kulcsár, Géza Imre und Iván Kovács die Silbermedaille. Bei den Olympischen Sommerspielen 2008 wurde er Vierter im Einzel und Fünfter mit der Mannschaft.
Bei Fechtweltmeisterschaften gewann er 2009 und 2011 Silber und 2007 und 2010 Bronze mit der Mannschaft, 2010 gewann er außerdem Bronze im Einzel.
Die größten Erfolge feierte er bei Fechteuropameisterschaften. 1997, 2002 und 2003 wurde er Einzeleuropameister, in den Jahren 2006, 2007, 2009 und 2010 gewann er Gold mit der Mannschaft.